# Uragani (singolo)
Uragani è un singolo della cantautrice italiana Clara, pubblicato il 15 agosto 2025.

## Descrizione
Il brano, scritto dalla stessa cantautrice con Alessandro La Cava e Federica Abbate, è prodotto da ITACA, team fondato dal duo musicale Merk & Kremont, e racconta la liberazione da una relazione burrascosa dopo aver vissuto un amore tormentato.

## Promozione
Il 10 agosto 2025 il brano è stato anticipato in anteprima attraverso un servizio del TG1. Dal 15 agosto il brano è stato reso disponibile in esclusiva per la sola rotazione radiofonica.

## Tracce
Testi di Clara Soccini, Alessandro La Cava e Federica Abbate, musiche di Alessandro La Cava, Eugenio Maimone, Federica Abbate, Federico Mercuri e Giordano Cremona.
1. Uragani